# Tshivenda

Anteil der Tshivendasprecher in Südafrika (2011)

Dichte der Tshivendasprecher in Südafrika (2011)

Tshivenda oder Tschiwenda (auch Tschivenda, Chivenda oder Venda) ist eine in der Republik Südafrika von 1,87 Prozent (Stand 2015) der über 15-jährigen Bevölkerung gesprochene Bantusprache und eine der elf Amtssprachen der Republik Südafrika.
Sie wird von den Ethnien der Venda und Lemba gesprochen. Eine geringe Zahl von Sprechern lebt in Simbabwe. Es existiert keine einheitliche Standardsprache. 
Während der Apartheid in Südafrika sollten die Venda-Sprecher im Homeland Venda vereint werden.